# ハーフズ・ハック・パシャ

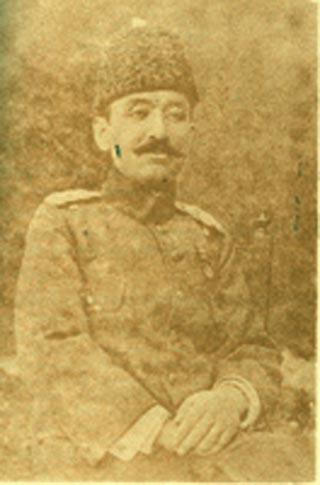
ハーフズ・ハック・パシャ

ハフィズ・ハッキ・パシャ（Hafiz Hakki Paşa、1879年 - 1915年）は、オスマン帝国の軍人。最終階級は「ミールリヴァー」 (Mirliva、准将)。
サルカムシュ作戦（1914年末から1915年初め）まで、参謀総長補だった。サルカムシュ作戦時、第10軍団を指揮したが、大損害を被った。オスマン軍の敗退、エンヴェル・パシャの引退、ハサン・イッゼト・パシャの更迭後、1915年初め、撃破された第3軍を指揮し、軍の再生を指導した。1915年までに第3軍（第9、第10、第11軍団）は、3万6千人に達し、更に3万5千人を集めていた（主として新兵）。
チフスで病死した。